# Харин, Григорий Ефимович
Григорий Ефимович Харин (2 января 1924 года — 4 июня 2005 года) — художник. Заслуженный работник культуры БАССР (1974). Член СХ СССР (РФ) с 1976 года. Участник Великой Отечественной войны.

## Биография
Харин Григорий Ефимович родился (2 января 1924 года) с. Лозовка Петровского района Куйбышевской области, в крестьянской семье. В 30-е годы семья Хариных переехала в Уфу.
Участник Великой Отечественной войны с 1942 года. Участвовал в освобождении Орла, Смоленска, Витебска, взятии городов Инстербург, Пиллау и Кенигсберг. Был несколько раз ранен. Участвовал в параде победителей на Красной площади.
В 1970 году закончил Всесоюзный заочный народный университет культуры им. Н. К. Крупской
в Москве (НОУ Заочный народный университет искусств).
Жил и работал в г. Уфе, где занимался преподаванием в городском училище, позже работал художником-оформителем на Уфимском моторостроительном заводе.
Умер 4 июня 2005 года в г. Уфе.
Картины художника хранятся в Башкирском Государственном художественном музее им. М. В. Нестерова (Уфа), МРСИ (Джерси-Сити, США), Галерее Аллы Булянской (Москва, ЦДХ), галерее искусств «Academia» (Уфа, УГАЭС), галерее «Сангат», (Уфа), галерее «Мирас» (Уфа), Нефтекамской картинной галерее «Мирас» (г. Нефтекамск, РБ), картинной галерее «Янгантау» (Салаватский р-н РБ, курорт «Янгантау»).

## Работы
Харин Григорий Ефимович создал более пятисот картин, включая пейзажи «Урал», «Снегири», «Утро Уфы», «Верба цветет» «Синий вечер», «Изумрудный полдень», «Муллакаевская пристань», «Каменная россыпь», «Река Инзер».

## Выставки
Харин Григорий Ефимович — участник республиканских, зональных и зарубежной выставок с 1959 года.
В 1975 году участвовал в выставке произведений башкирских художников в ГДР, в 1975, 1976 годах — в выставке в Японии.
Персональные выставки — в 1974 и 2005 годах.

## Награды и звания
Ордена Красной Звезды (1943, 1944)
Орден Отечественной войны II степени (1987)
Заслуженный работник культуры БАССР (1974)